# 東北澤站
東北澤站（日语：／ Higashi-kitazawa eki */?），是一個位於東京都世田谷區北澤三丁目，屬於小田急電鐵小田原線的鐵路車站。車站編號是OH 06。

## 歷史
- 1927年（昭和2年）4月1日：車站啟用，開始接載乘客和經營貨運業務。
- 1966年（昭和41年）：貨運業務終止。
- 2005年（平成17年）10月1日：由於進行地下複線工程，停用急行線。
- 2006年（平成18年）11月25日：開始使用臨時搭建的跨站式站房。
- 2013年（平成25年）3月23日：東北澤站－世田谷代田站之間的車站改建為地下站，開始使用地下月台。
- 2015年（平成27年）5月16日：地上站房啟用[2]。
- 2018年（平成30年）
  - 3月3日：複複線化完成。急行線（通過線）與緩行線（月台）啟用。
  - 3月17日：改點，東京地下鐵千代田線直通列車（全區間各站停車）開始停靠本站。

### 站名由來
開業時，因車站所在地是「荏原郡世田谷町下北澤」東方，因而稱「東北澤」。

## 車站構造
本站是島式月台1面2線地下車站，複複線雖為地下雙層式，但本站緩行線、急行線是同一層。線路外側是急行線，內側是緩行線，緩行線上下線間設有島式月台。有部分通過列車（千代田線直通列車等）會從緩行線（月台）通過。
2013年3月23日地下化前是島式月台1面2線地面車站。工程前為側式月台2面4線，隨著工程進行，2008年3月改為側式月台2面2線，2009年4月再改為島式月台1面2線。
2006年11月24日以前，上行月台連接站房與北口剪票口，2個月台之間有天橋連結、天橋通往南口剪票口。以前新宿方向（澀谷區內）設有貨物車站，在代代木上原至本站的區間尚未高架化前仍可見到其遺跡。高架化後，上行線與下行線在本站小田原側各自分岐為兩條路線，內側2線是作為本線的急行線，外側2線是作為側線的緩行線，後因地下複複線化工程，撤除內側2線。
同年11月25日，啟用臨時跨站式站房，設有兩座電梯往來出入口與大廳、另有兩座電梯連結大廳與月台。原來的北口剪票口移至站房，同時南口剪票口則作為臨時剪票口。
撤除的通過線是1927年通車時就已存在的線路。
地下月台設有新式的LCD式發車標。2015年5月16日，全新的地上站房啟用，剪票口分為西口、東口兩處。

### 月台配置
| 月台 | 路線     | 方向 | 目的地                 |
| ---- | -------- | ---- | ---------------------- |
| 1    | 小田原線 | 下行 | 小田原、片瀨江之島方向 |
| 2    | 小田原線 | 上行 | 新宿、千代田線方向     |

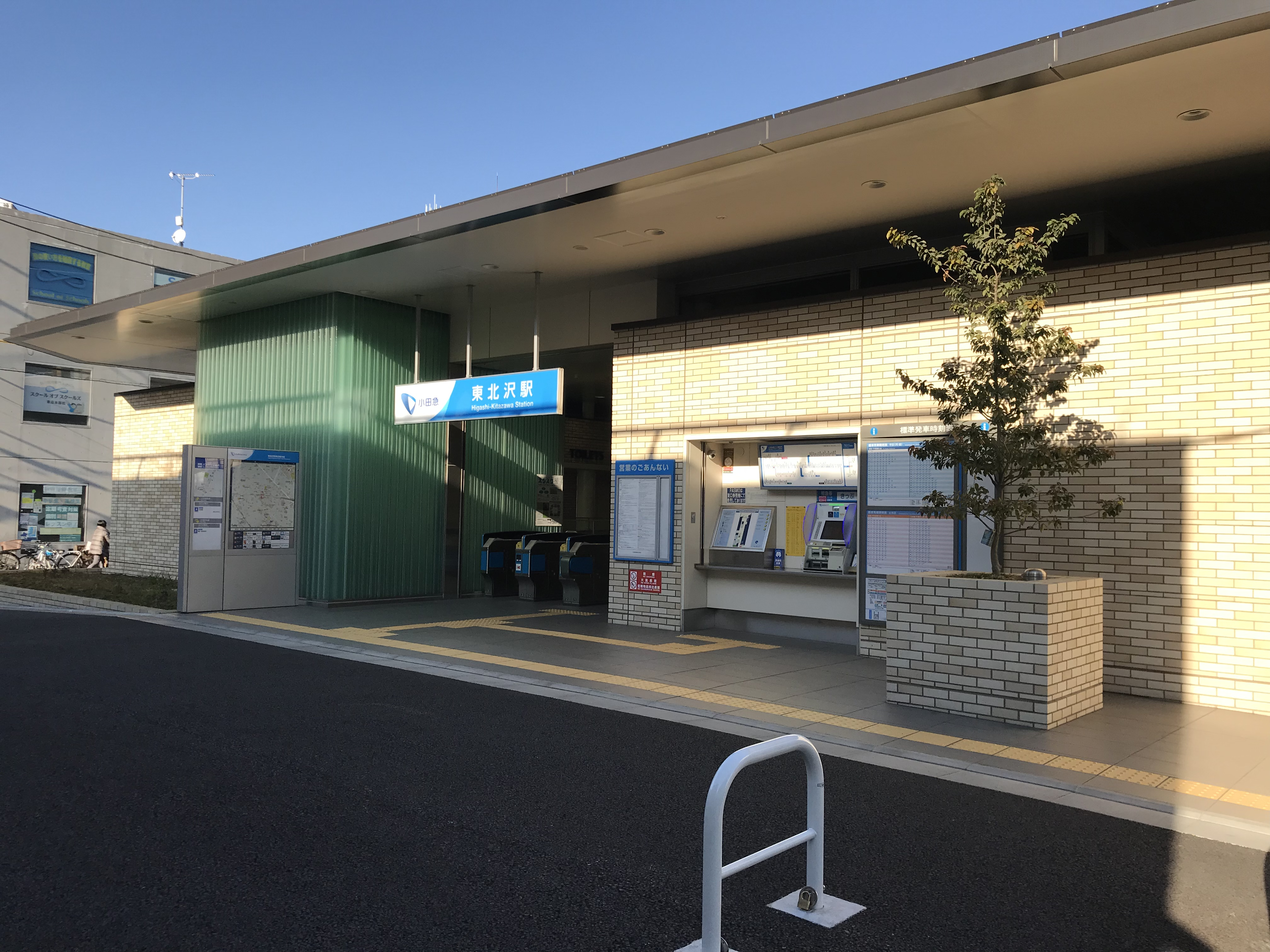
西口（2018年1月6日）
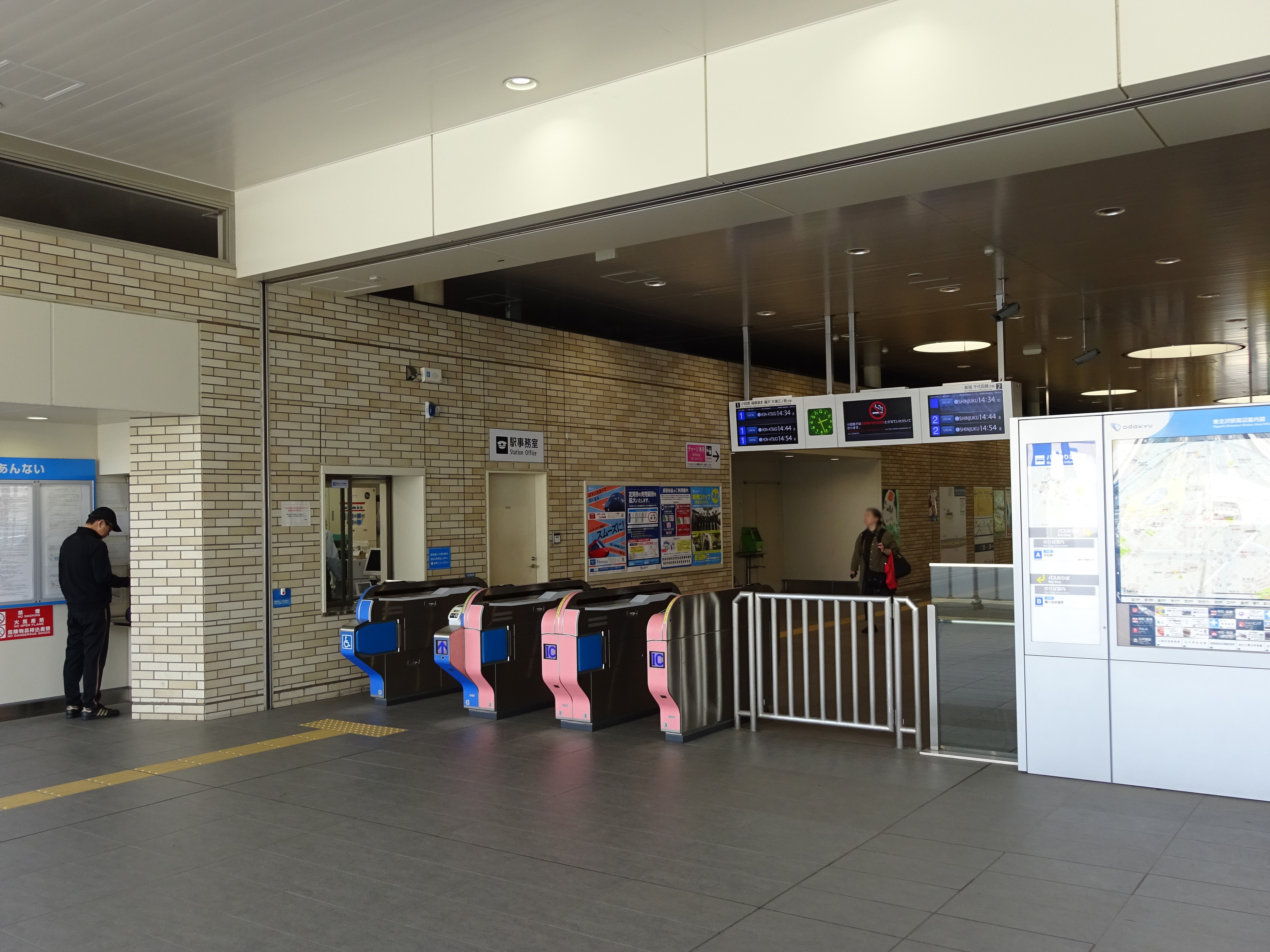
東口閘口（2019年4月7日）
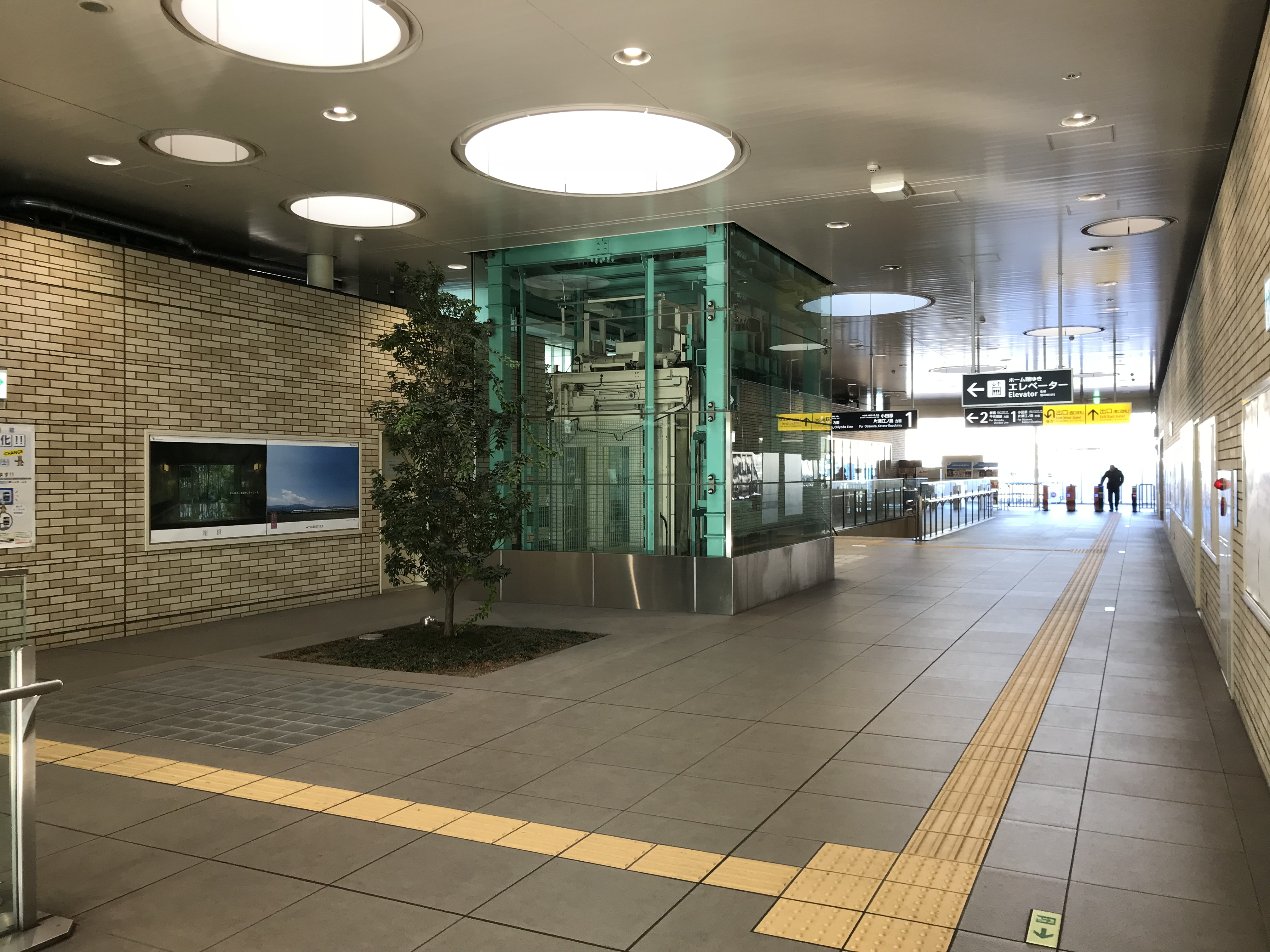
大堂層（2018年1月6日）
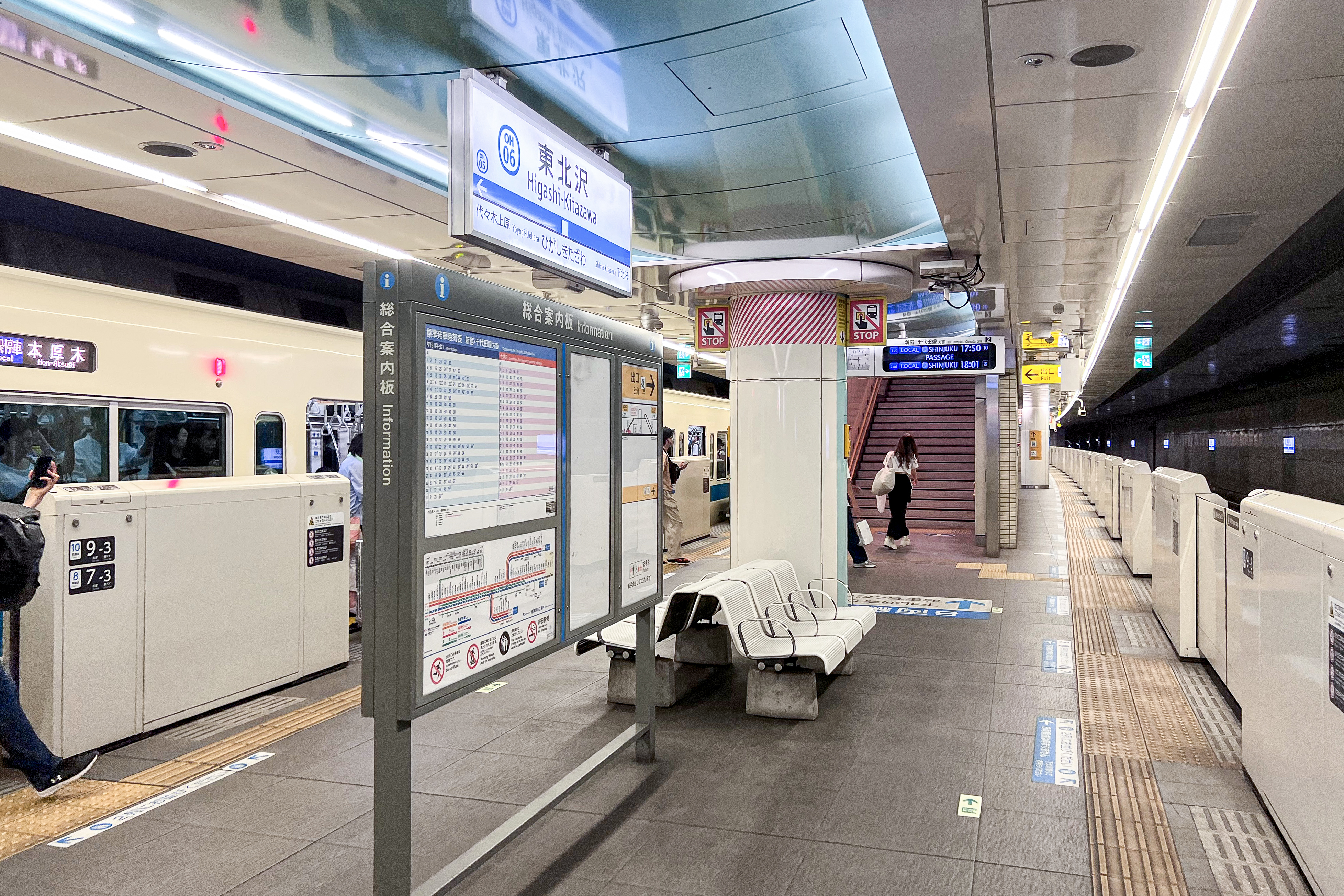
複複線化後月台（2023年8月5日）
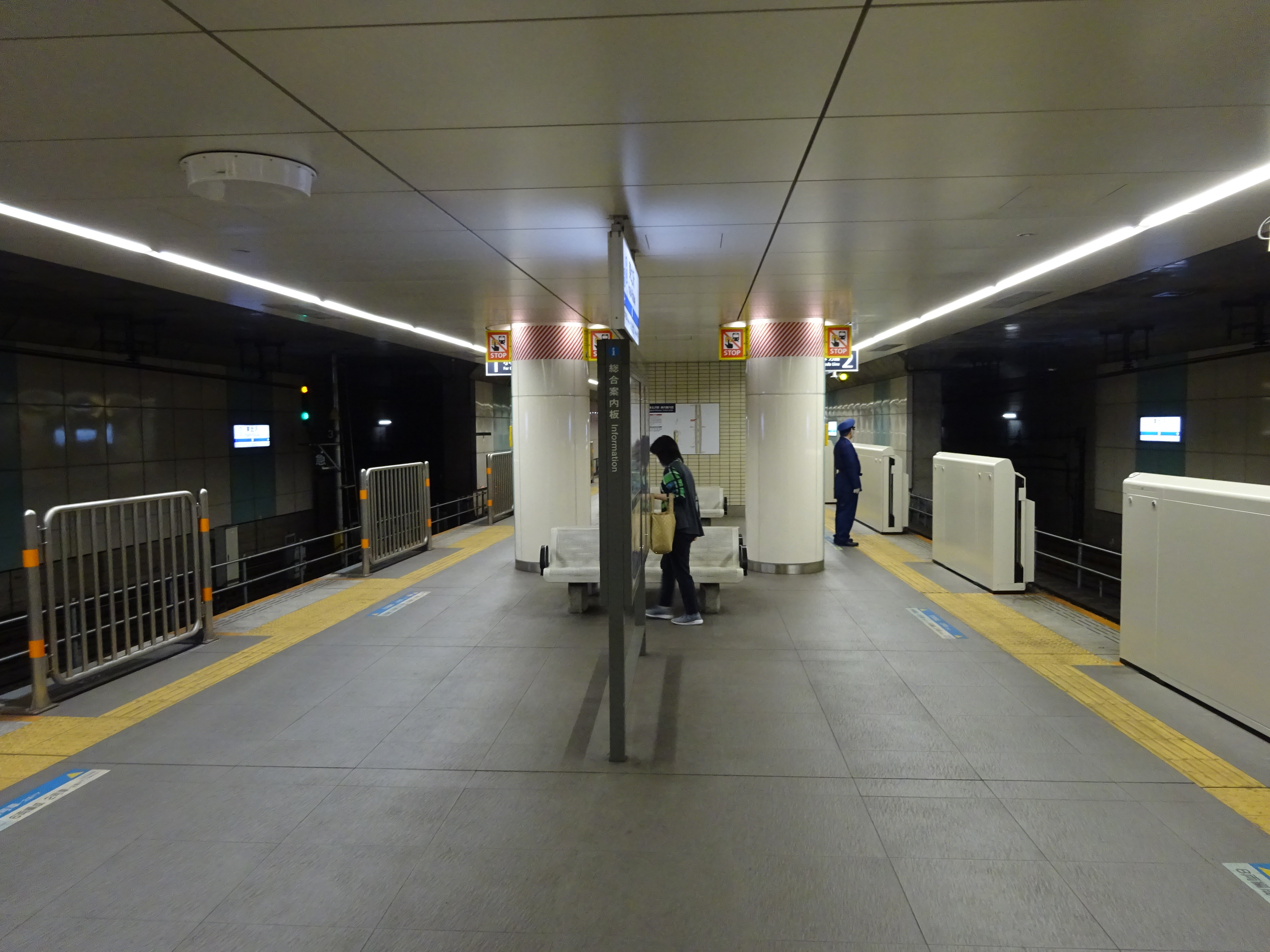
複複線化後月台（2019年4月7日）
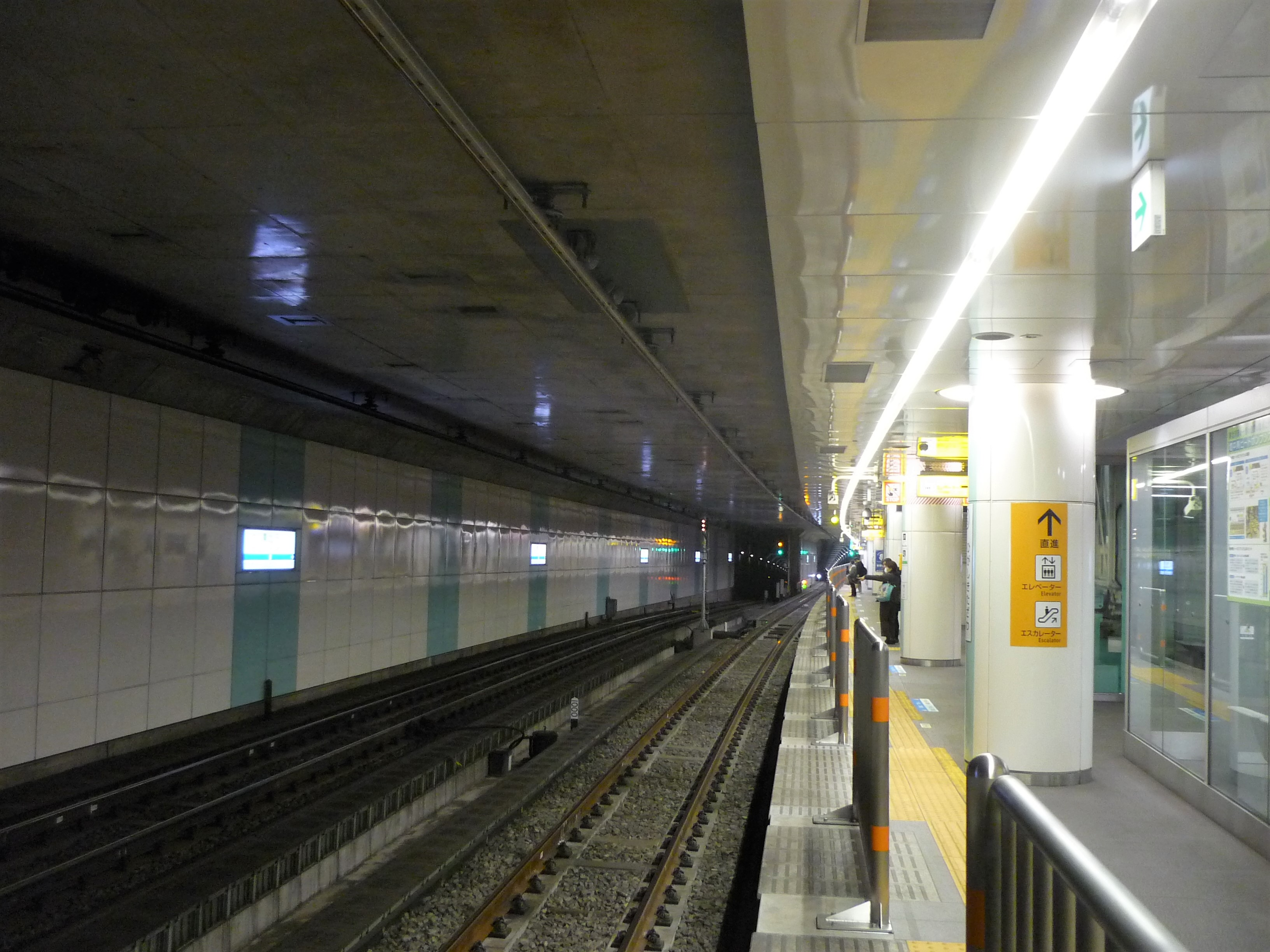
圖片左側為急行線，右側為緩行線（2018年3月4日）

### 變遷

#### 地面車站時代
本站從開業至2006年（平成18年）11月24日是相對式月台2面4線的地面車站。上行月台有站房與北口剪票口，兩月台間有天橋連結，天橋上有南口剪票口。高架複複線化後，本站小田原側是急行線與緩行線匯合處。當時站內內側兩線是急行線，外側兩線是緩行線，月台設於外側。
小田急電鐵在1989年（平成元年）開始進行代代木上原站 - 梅丘站間的交通立體化（地下化）與複複線化工程。工程期間，為騰出用地，撤除本站複複線內側2線，設置上行臨時月台並建造臨時跨站式站房。2006年11月25日切換上行線路。2008年（平成20年）3月，本站改為單式月台2面2線構造，2009年（平成21年）4月至地下化為止再改為島式月台1面2線。
這段期間，拆除舊上行月台與舊站房，原地建造地下隧道與月台。上行隧道與車站完成後，上行線切入地下線路，地上改為下行月台並切換成下行線路。舊下行月台撤除，原地建造下行隧道與地下月台。
2013年（平成25年）3月23日地下化後，撤除東京都道420行鮫洲大山線平交道。

#### 地下車站（複線）時代

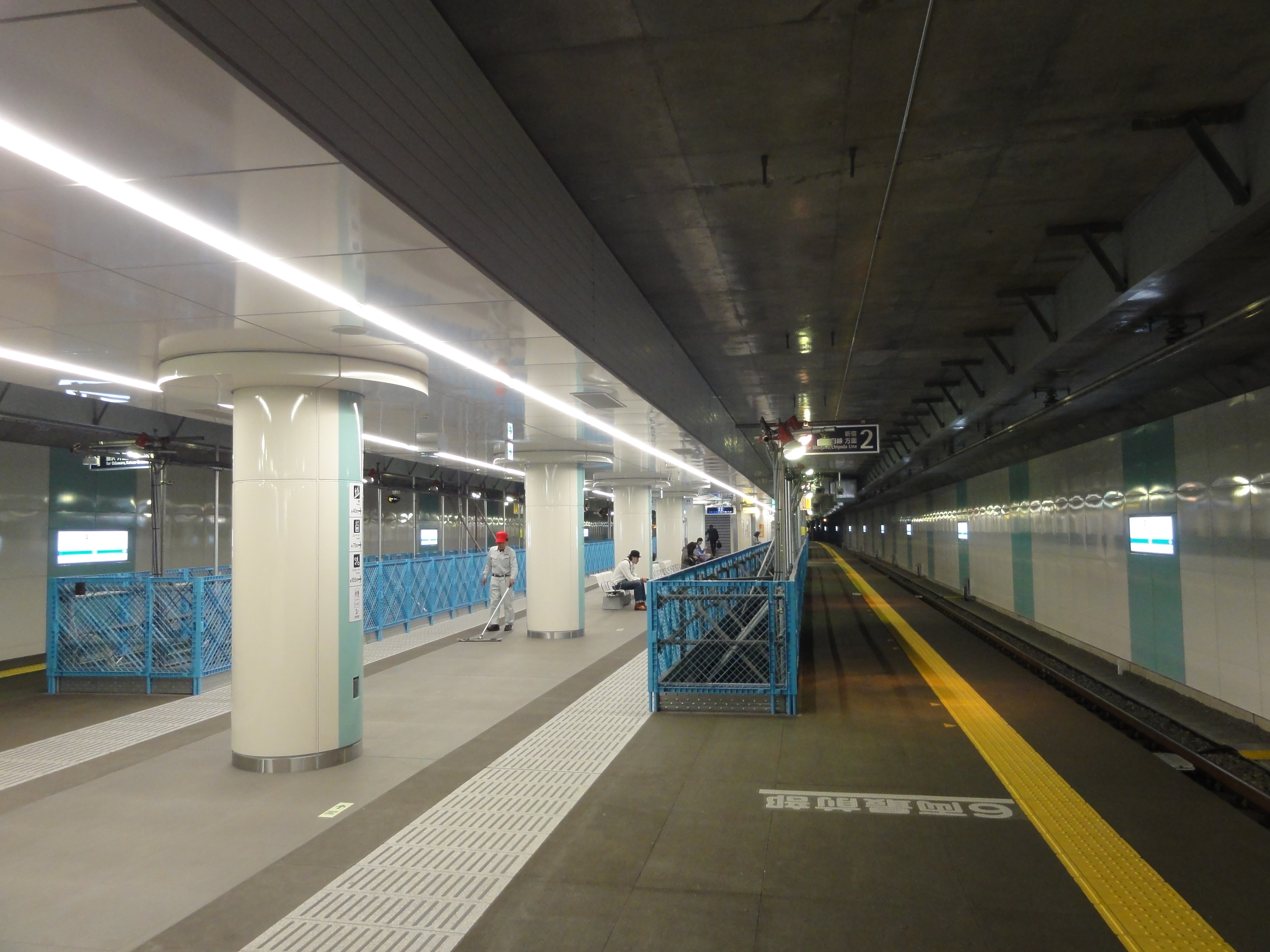
緩行線上的臨時月台（2013年4月20日）

2013年（平成25年）3月23日車站地下化。地下化當時將未來的急行線做為本線使用，在緩行線線路上設置臨時月台。2015年（平成27年）5月16日，新的地面站房啟用，剪票口分為西口、東口兩處。
2018年（平成30年）3月3日，複複線化工程完成，設於緩行線的正式月台啟用。

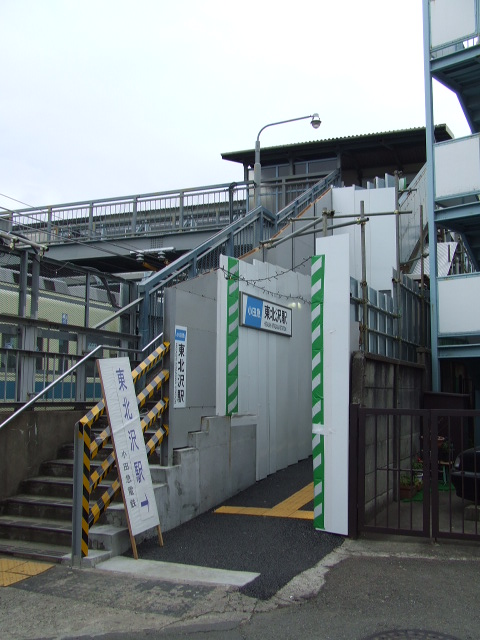
地下複複線化工程開設的臨時口。圖片右上的小屋是舊南口站房（2006年12月21日）。
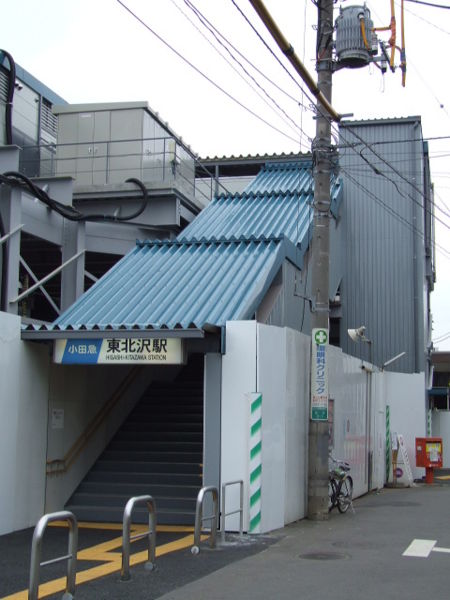
北口臨時站房（2006年12月21日）
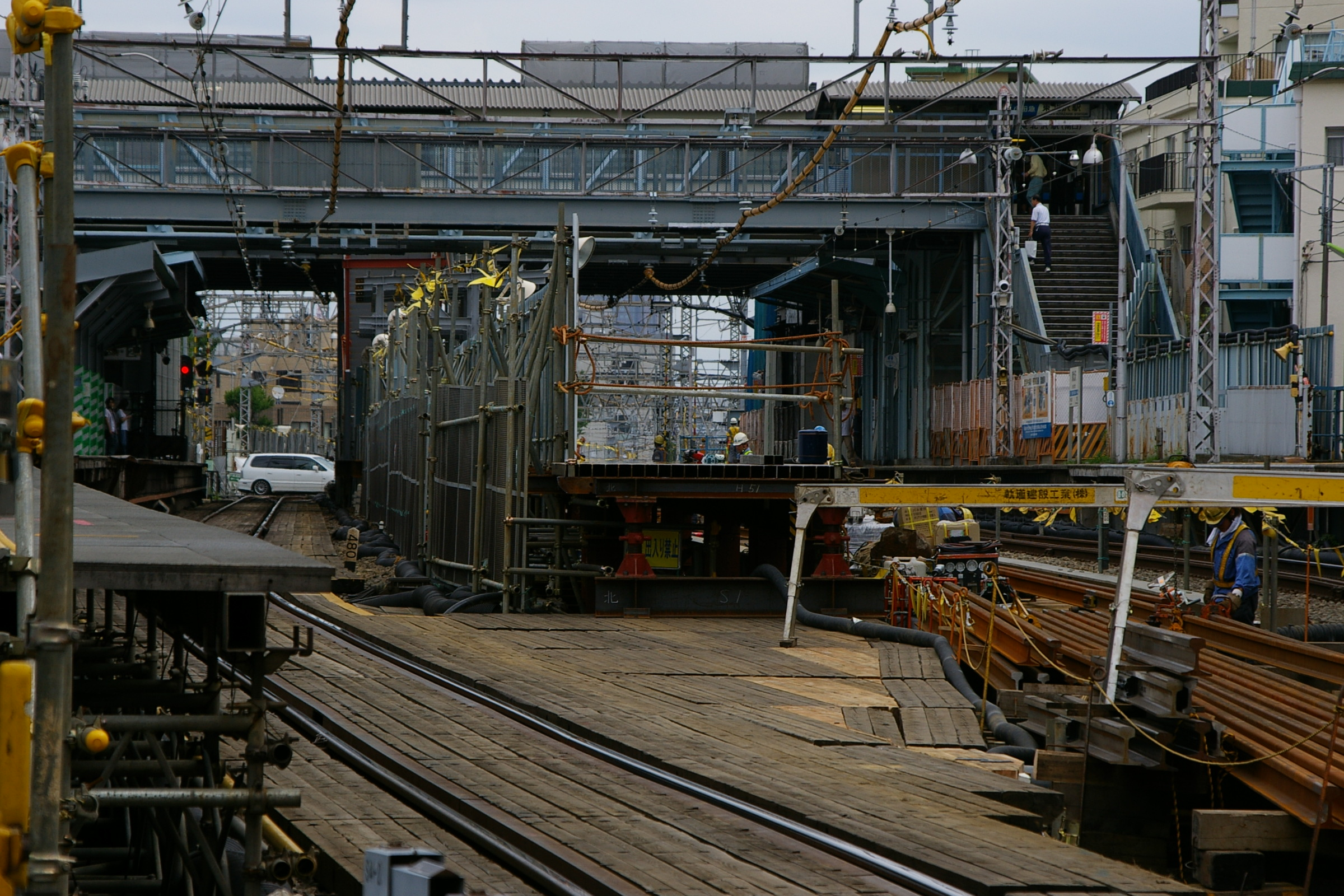
建設中的上行線臨時月台（2006年9月23日）
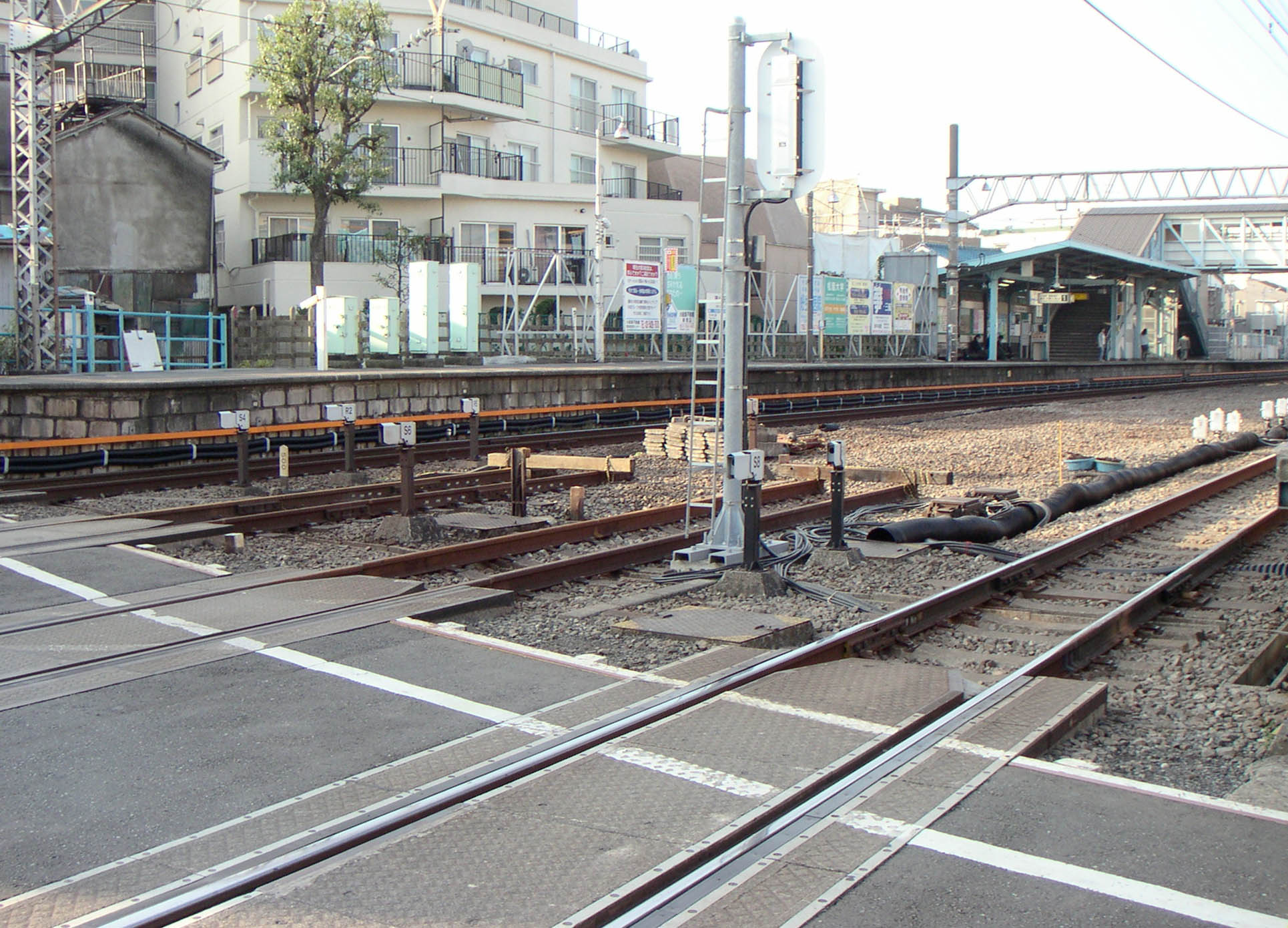
正在撤除通過線的東北澤站 （2005年10月）

## 使用情況
2017年度1日平均上下車人次為6,729人，在小田急線全部70個車站當中排名67位。
近年1日平均上下車人次、上車人次變化如下表。
| 年度               | 1日平均 上下車人次 | 1日平均 上車人次 | 來源     |
| ------------------ | ------------------ | ---------------- | -------- |
| 1956年（昭和31年） |                    | 4,136            | [ * 1 ]  |
| 1957年（昭和32年） |                    | 4,373            | [ * 2 ]  |
| 1958年（昭和33年） |                    | 4,797            | [ * 3 ]  |
| 1959年（昭和34年） |                    | 5,307            | [ * 4 ]  |
| 1960年（昭和35年） | 11,440             | 5,441            | [ * 5 ]  |
| 1961年（昭和36年） | 12,097             | 5,725            | [ * 6 ]  |
| 1962年（昭和37年） | 12,602             | 6,050            | [ * 7 ]  |
| 1963年（昭和38年） | 12,884             | 6,273            | [ * 8 ]  |
| 1964年（昭和39年） | 13,954             | 6,847            | [ * 9 ]  |
| 1965年（昭和40年） | 14,583             | 7,178            | [ * 10 ] |
| 1966年（昭和41年） | 14,868             | 7,055            | [ * 11 ] |
| 1967年（昭和42年） | 14,872             | 7,011            | [ * 12 ] |
| 1968年（昭和43年） | 14,455             | 6,652            | [ * 13 ] |
| 1969年（昭和44年） | 13,986             | 6,674            | [ * 14 ] |
| 1970年（昭和45年） | 13,802             | 6,560            | [ * 15 ] |
| 1971年（昭和46年） | 12,684             | 6,358            | [ * 16 ] |
| 1972年（昭和47年） | 13,914             | 6,794            | [ * 17 ] |
| 1973年（昭和48年） | 13,680             | 6,708            | [ * 18 ] |
| 1974年（昭和49年） | 13,710             | 6,778            | [ * 19 ] |
| 1975年（昭和50年） | 13,875             | 6,606            | [ * 20 ] |
| 1976年（昭和51年） | 13,613             | 6,459            | [ * 21 ] |
| 1977年（昭和52年） | 14,030             | 6,427            | [ * 22 ] |
| 1978年（昭和53年） | 13,178             | 5,949            | [ * 23 ] |
| 1979年（昭和54年） | 11,784             | 5,541            | [ * 24 ] |
| 1980年（昭和55年） | 11,219             | 5,567            | [ * 25 ] |
| 1981年（昭和56年） | 11,913             | 5,516            | [ * 26 ] |
| 1982年（昭和57年） | 11,985             | 5,490            | [ * 27 ] |
| 1983年（昭和58年） | 12,645             | 5,528            | [ * 28 ] |
| 1984年（昭和59年） | 12,874             | 5,748            | [ * 29 ] |
| 1985年（昭和60年） | 13,198             | 5,795            | [ * 30 ] |
| 1986年（昭和61年） | 14,185             | 6,237            | [ * 31 ] |
| 1987年（昭和62年） | 14,007             | 6,135            | [ * 32 ] |
| 1988年（昭和63年） | 13,667             | 5,928            | [ * 33 ] |
| 1989年（平成元年） | 13,814             | 6,008            | [ * 34 ] |
| 1990年（平成02年） | 13,140             | 5,959            | [ * 35 ] |
| 1991年（平成03年） | 13,195             | 5,937            | [ * 36 ] |
| 1992年（平成04年） | 13,106             | 5,868            | [ * 37 ] |
| 1993年（平成05年） | 12,930             | 5,703            | [ * 38 ] |
| 1994年（平成06年） | 12,642             | 5,500            | [ * 39 ] |
| 1995年（平成07年） | 12,266             | 5,283            | [ * 40 ] |
| 1996年（平成08年） | 12,043             | 5,082            | [ * 41 ] |
| 1997年（平成09年） | 9,538              | 4,762            | [ * 42 ] |
| 1998年（平成10年） | 9,185              | 4,562            | [ * 43 ] |
| 1999年（平成11年） | 8,923              | 4,334            | [ * 44 ] |
| 2000年（平成12年） | 8,896              | 4,284            | [ * 45 ] |
| 2001年（平成13年） | 9,018              | 4,275            | [ * 46 ] |
| 2002年（平成14年） | 9,114              | 4,344            | [ * 47 ] |
| 2003年（平成15年） | 8,862              | 4,199            | [ * 48 ] |
| 2004年（平成16年） | 8,407              | 4,077            | [ * 49 ] |
| 2005年（平成17年） | 7,702              | 3,740            | [ * 50 ] |
| 2006年（平成18年） | 7,632              | 3,696            | [ * 51 ] |
| 2007年（平成19年） | 7,580              | 3,713            | [ * 52 ] |
| 2008年（平成20年） | 6,876              | 3,370            | [ * 53 ] |
| 2009年（平成21年） | 6,683              | 3,266            | [ * 54 ] |
| 2010年（平成22年） | 6,386              | 3,132            | [ * 55 ] |
| 2011年（平成23年） | 6,222              | 3,055            | [ * 56 ] |
| 2012年（平成24年） | 6,391              | 3,142            | [ * 57 ] |
| 2013年（平成25年） | 6,586              | 3,251            | [ * 58 ] |
| 2014年（平成26年） | 6,422              | 3,179            | [ * 59 ] |
| 2015年（平成27年） | 6,506              | 3,225            | [ * 60 ] |
| 2016年（平成28年） | 6,523              | 3,230            | [ * 61 ] |
| 2017年（平成29年） | 6,729              |                  |          |

## 車站周邊
本站位於宇田川（澀谷川流域）與北澤川（目黑川流域）之間的台地頂端，地勢上比相鄰兩站（代代木上原、下北澤）為高。過去車站下有三田用水流過。
車站東側是東京都道420行鮫洲大山線，也是澀谷區與世田谷區的交界。
北口至鮫洲大山線沿線為商店街。
周邊多是獨棟建築的住宅區。
- 世田谷北澤三郵便局
- 松蔭中學校、高等學校（日语：松蔭中学校・高等学校 (東京都)）
- 東京大學駒場研究校區
- 笹塚站
- 池之上站

笹塚站方向
- 東京消防廳消防學校
- 東京消防廳消防技術安全所
- 消防試驗研究中心（日语：消防試験研究センター）中央試驗中心

### 巴士路線
車站附近的「東北澤」巴士站可搭乘東急巴士。
- 澀55 - 往澀谷站／往幡谷折返所

## 貨物輸送
開業時，本線有運送相模川等小田急沿線河川砂石的貨物列車。本站新宿側有專用設施將砂石運往東京。此業務在1966年廢止。

## 相鄰車站
小田急電鐵
 小田原線

■快速急行、□通勤急行、■急行、□通勤準急、■準急
通過
■各站停車
代代木上原（OH 05）－東北澤（OH 06）－下北澤（OH 07）

## 外部連結
- 東北澤 - 小田急電鐵